# Brandix
Brandix é uma indústria de fabricação de roupas situada em Seri Lanca. É considerada a empresa líder em fabricação de vestuário no país, possuindo filiais em todo o mundo, especialmente na Índia, Bangladexe e nos Estados Unidos. A empresa desempenha um papel crucial na elevação da economia do Seri Lanca, sendo o principal contribuinte para a produção doméstica bruta. Ela é considerada o maior empregador no setor de exportação e a empresa com maior renda cambial do país. Atualmente a empresa possuí Ashroff Omar como CEO e Priyan Fernando como presidente.

## História
A empresa foi fundada no Seri Lanca em 1969 com a assistência de Martin Trust, que é amplamente considerado o pai da moderna indústria de vestuário do Seri Lanca. Iniciou suas operações três anos depois.
Foi constituída como uma empresa de capital fechado em 2002, sob o nome de Brandix Pvt Ltd. Em 2008, a empresa abriu sua filial em Seeduwa, que garantiu a primeira certificação de platina LEED (Liderança em Energia e Design Ambiental) do mundo. Em 2009, a empresa foi reconhecida pela Câmara de Comércio do Ceilão como uma das dez melhores empresas corporativas do país. A Brandix também se tornou a primeira empresa de vestuário do mundo a obter o esquema de certificação do sistema padrão ISO 50001, em 2011. A empresa está sediada em Colombo e possui filiais domésticas em Seeduwa, Mirigama, Batticaloa, Pannala, etc.
A empresa também demonstrou interesse significativo em relação à sustentabilidade e também pretendeu atingir 100% de neutralidade de carbono até 2023 como parte do programa de desenvolvimento sustentável. Em junho de 2019, a filial de Batticaloa se tornou a primeira fábrica do mundo a alcançar o status líquido de carbono zero.
O Grupo Brandix Lanka recebeu o prêmio Exportador do Ano nos Prêmios Nacionais de Exportação 2018/19 do Conselho de Desenvolvimento da Exportação.